# Gonomyia (Leiponeura) impedita
Gonomyia (Leiponeura) impedita is een tweevleugelige uit de familie steltmuggen (Limoniidae). De soort komt voor in het Neotropisch gebied.